# 赤石路代
赤石路代（1959年10月11日—）是日本漫畫家，出生於埼玉縣浦和市，目前住在橫濱。
處女作為《一個人喝著棉花糖茶》（日语：マシュマロティーはひとりで），刊在1980年《別冊少女COMIC》1月增刊號。喜歡蕭邦音樂、企鵝、阿諾史瓦辛格、堂本剛，興趣是看名人傳記、喝白酒。

## 作品

### 主要作品
- 阿爾卑斯玫瑰（日语：アルペンローゼ）、全9冊、大然文化
- 孤星望月（日语：天よりも星よりも）（小學館《Ciao》1986年10月號－1989年9月号、全8冊）、大然文化
- 春日情韻（日语：「あると」の「あ」）（小學館《別冊少女COMIC》1988年12月號－、全4冊）
- P.A.替身女孩[註 1]、全8冊、大然文化→東立出版社
  - P.A.替身女孩 特別篇、全1冊
- 溜冰娃娃（日语：ワン・モア・ジャンプ）[註 2]（小學館《Ciao》1992年9月號－1996年4月号、フラワーコミックス、全9冊）、大然文化
- 黄金花鬼（日语：アスターリスク）[註 3]（小學館《別冊少女COMIC》、全2冊）、大然文化
- 不思議的RIN[註 4]、全6冊、大然文化→長鴻出版社
- SAINT聖者（日语：SAINT (漫画)）（角川書店《ASUKA》1991年8月號－1998年7月号、1992～1998、あすかコミックス、全5冊）、 台灣東販
- 姬100％（日语：姫100%）（小學館《別冊少女COMIC》、全4冊(文库版全2冊)）、大然文化
- 紅色狂想曲（日语：夜がおわらない）（小學館《Ciao》1996年6月號－1997年8月号、全3冊）、大然文化
- 沉默之瞳（日语：SILENT EYE(サイレント・アイ)）、全6冊、長鴻出版社
  - 忘情達令（日语：デザート・ストーム）、全1冊（沉默之瞳番外篇）、大然文化
- 亞歷山大大帝-天上的王國-（日语：アレクサンダー大王 -天上の王国-）（角川書店《歴史ロマンDX》1997年～1998年、小学館《凛花》1號－12号、2009～2011、フラワーコミックスα、全3冊） 、長鴻出版社
- 日巫子系列
  1. 迷幻戀曲（日语：永遠かもしれない）（小學館《Cheese!》1997年10月～2000年6月号、全8冊）、大然文化
  2. 天之神話地之永遠（日语：天の神話 地の永遠）（秋田書店《Mystery bonita（日语：ミステリーボニータ）》、2003年8月號－2020年6月号、ボニータ・コミックス、全14冊）、東立出版社
- 天草物語（日语：AMAKUSA1637）[註 5]（小學館《Petit Flower（日语：プチフラワー）》2000年7月號－2002年5月号、《月刊flowers》2002年6月號－2006年3月号、2001～2006、フラワーコミックス、全12冊）、大然文化→尖端出版
- 市長遠山京香（日语：市長 遠山京香）[註 6]（小學館《Judyオリジナル》《Judy（日语：Judy）》2001年7月號－2008年8月号、全11冊）、大然文化→長鴻出版社
- 星光伴我心（日语：シネマの帝国）[註 7]（小學館《Petit comic》2001年12月號－2003年4月号、全4冊）、大然文化→東立出版社
- 攝影急先鋒（日语：VIDEO J）（小學館《Petit comic》2003年10月號－2005年5月号、全3冊）、東立出版社
- 晨光中的詠嘆調（日语：暁のARIA）（小學館《月刊flowers》2006年6月號－2012年3月号、2006～2012、フラワーコミックスα、全14冊）、東立出版社
- 冰上焰舞-Fire on Ice-（日语：ファイヤー オン アイス）（小學館《ChuChu（日语：ChuChu）》2009年3月・4月合併號－8月号、2009、フラワーコミックスα、全1冊）、長鴻出版社
- 臨演女孩～Extra Girl～（日语：エキストラ・ガール）（小學館《姉系Petit comic》創刊號－16号、2011～2014、フラワーコミックスα、全4冊）、長鴻出版社
- 鎌倉除憶屋闇繪卷（日语：鎌倉けしや闇絵巻）（小學館《Mobile Flower（日语：モバイルフラワー）》2010年～2012年、《姉系Petit comic》、2015～2019、フラワーコミックスα、全7冊）、長鴻出版社
- Angel Trumpet～危險曼陀羅～（日语：エンジェル・トランペット）（小學館《月刊flowers》2012年7月號－2017年10月号、2013～2017、フラワーコミックスα、全13冊）、長鴻出版社

註釋
1. ↑  原譯：替身天使
2. ↑  日語原名直譯：ONE MORE JUMP（再來一次跳躍）
3. ↑  日語原名直譯：ASTERISK（星號）
4. ↑  原譯：魔光迷影
5. ↑  原譯：天草X
6. ↑  原譯：女市長事件簿
7. ↑  原譯：影后之舞

### 杰作短篇
赤石路代傑作集（日语：ミッチーのセンチメンタルラブ）
1. 9月的6秒（日语：6秒の9月）（小學館、全1冊）、大然文化
  - 6秒の9月（小學館《別冊少女COMIC》1983年9月号）
  - ドヌーブにはなれないけど（小學館《別冊少女COMIC増刊》1980年5月号）
  - ティータウンのうさぎたち（《別冊少女COMIC》1980年12月号）
  - ラブ・ウォーズ81（《別冊少女COMIC増刊》1981年1月号）
2. 閃爍星街（日语：スパークリング ストリート）（小學館、全1冊）、大然文化
  - スパークリング　ストリート　ギャラリー
  - Prologue
  - スパークリング　ストリート（小學館《別冊少女COMIC増刊》1982年7月号）
  - アスファルト・プリンス（《別冊少女COMIC増刊》1983年4月号）
  - 狼は翔けてゆく（《別冊少女COMIC増刊》1984年2月号）
  - バーミリオン　オーラ（《別冊少女COMIC増刊》1986年1月号）
  - ミッシング20
  - サンライズ　レッド（小學館《Ciao Deluxe（日语：ちゃおデラックス）》1992年冬休み増刊号）
  - Epilogue
  - 今夜はフィジカル
  - TRUE COLOR
3. 迷宮之夜（日语：アンダー・スタディ）（小學館、全1冊）、大然文化
  - アンダー・スタディー（小學館《別冊少女COMIC》1985年12月号～1986年1月号）
  - ラビュリントスの夜（《別冊少女COMIC》1985年5月号）
  - トワイライトの猫だから（《別冊少女COMIC》1984年4月号）
4. 永恒的30秒（日语：キャッチ30秒）（小學館、全1冊）、大然文化
  - キャッチ30秒（小學館《別冊少女COMIC》1984年1～2月号）
  - サンシャイン・ランナー（《別冊少女COMIC》1982年4～5月号）

赤石路代ドラマチックワールド
1. TV戀人（日语：ＮＥＷＳ６：３０）（小學館、全1冊）、大然文化
  - NEWS6:30（小學館《Petit comic》1995年6月号）
  - そして天使は微笑んだ（《Petit comic》1996年7月号）
2. 闇夜情仇（日语：雨の似合う部屋）（小學館、全1冊）、大然文化
  - 雨の似合う部屋（小學館《Cheese!》 1996年10～11月号）
  - 健全な精神は健全な肉体に宿るわけではない（小學館《Cheese! 増刊》1995年9/15号）
  - フ・リ・ンということ（《Cheese!増刊》1996年1/15号）
3. 草莓月迷情（日语：ストロベリームーン）（小學館、全1冊）、大然文化
  - ストロベリームーン（小學館《Petit comic》1998年10月号）
  - NEWS9:05（《Petit comic》2000年8月号）

其他
- 失落的訊息（日语：ケータイが落ちていた）（小學館、全1冊）、尖端出版
  - ケータイが落ちていた。（小學館《Petit comic》2006年3月号）
  - セブンピース（《Petit comic》2005年10月号）
- 赤石路代最愛精選 The Best Selection 全2冊、長鴻出版社
- 地圖上找不到的海際之路（日语：海ヘト続ク地図ニ無イ道）（小學館、全1冊）、長鴻出版社
  - 桜ノ木ノ下デ（小學館《凛花》15号）
  - 風ガ来タ午後（《凛花》16号）
  - 海ヘト続ク地図ニ無イ道（小學館《増刊flowers》2013年春号）
  - 花といえばソメイヨシノ（小學館《月刊flowers》2008年6月号）

## 獲獎記錄
- 1994年《溜冰娃娃》獲第39屆小學館漫畫賞

## 外部連結
- Akaishi Michiyo Official Site （页面存档备份，存于）（官方網站）
- 博客來網路書店 - 目前您搜尋的關鍵字為: 赤石路代